# Boettgerillidae
Boettgerillidae zijn een familie van naaktslakken.
In Nederland wordt uit deze familie alleen de grijze wormnaaktslak (Boettgerilla pallens) waargenomen.

## Taxonomie
De volgende geslachten zijn bij de familie ingedeeld:
- Geslacht Boettgerilla
  - Boettgerilla compressa Simroth, 1910 - typesoort[1]
  - Boettgerilla pallens Simroth, 1912